# Albert Massiczek
Albert Massiczek (* 15. April 1916 in Bozen, Österreich-Ungarn; † 21. Mai 2001 in Wien) war ein österreichischer Autor.

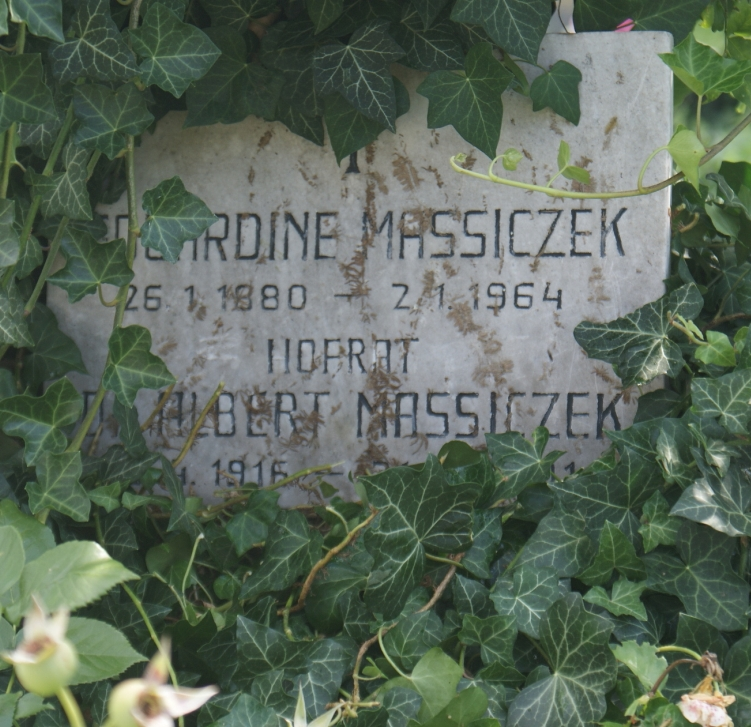
Grabstätte von Albert Massiczek

## Leben
Albert Massiczek kam als Kind 1919 nach Wien. Er studierte von 1934 bis 1940 an der Universität Wien und promovierte 1939 zum Dr. phil. Er war von 1927 bis 1935 Mitglied einer Gruppe der Bündischen Jugend. An der Universität wurde er Mitglied der Deutschen Hochschulgilde. 1933 wurde Massiczek Mitglied der illegalen Hitlerjugend und trat 1937 in die illegale SS und NSDAP ein. Ab 1938 war er nach eigenen Angaben Angehöriger der Widerstandsbewegung gegen Adolf Hitler, nach amtlichen Dokumenten Mitglied des Sicherheitsdienstes der SS. Im November 1938 war der SS-Mann in Wien an der Verwüstung jüdischer Geschäfte, Wohnungen und Bethäuser beteiligt. In der SS wurde er mit dem „Ehrenzeichen der alten Kämpfer bei der SS“ ausgezeichnet. Ab 1940 Soldat, war er 1941 im Fronteinsatz und als schwer Kriegsverletzter von 1942 bis 1945 Lehrer für Nationalpolitischen Unterricht am Kriegsblindenlazarett.
Nach Kriegsende war er als Nationalsozialist nach dem NS-Verbotsgesetz registriert. Nach 1948 war Massiczek wieder in der Österreichischen Nationalbibliothek tätig, dann Bibliotheksdirektor und Lehrbeauftragter für Bildnerische Erziehung an der Akademie für Bildende Künste. Später trat er als freier Publizist in Erscheinung. Um seine berufliche Karriere in der österreichischen Nationalbibliothek abzusichern bzw. zu beschleunigen, näherte sich der ehemalige Nationalsozialist und damals noch als „provisorischer Staatsbibliothekar zweiter Klasse“ Beschäftigte schrittweise der Sozialdemokratie: Im Oktober 1950 trat er dem BSA bei, im Juni 1951 folgte sein Eintritt in die SPÖ.
Nach dem Krieg betonte Massiczek seine angebliche Wandlung vom überzeugten Nationalsozialisten zum vorgeblichen Widerstandskämpfer, etwa in seinem Buch Ich war Nazi oder auch in einem im Rahmen einer Oral-History-Lehrveranstaltung am Institut für Publizistik- und Kommunikationswissenschaft der Universität Wien aufgezeichneten Video-Interview, in dem dieser vierzig Minuten lang über sein Leben in der NS-Zeit und seine durch Enttäuschung und Läuterung bewirkte Bekehrung zum Widerstand erzählte. Nach Einschätzung von Wolfgang Neugebauer und Peter Schwarz jedoch hat „Massiczeks Darlegung mit dem Bemühen um historische Wahrheit sehr wenig zu tun, sie ist vielmehr Produkt selbststilisierender, retrograder Projektionen, die eher ein Licht auf seine Persönlichkeitsstruktur werfen, als tatsächlich Auskunft über seine Vergangenheit geben“.
Albert Massiczek war von 1959 bis 1963 Vorsitzender der Arbeitsgemeinschaft sozialistischer Katholiken; außerdem war er Präsidiumsmitglied der Österreichischen Widerstandsbewegung. Von 1966 bis zu seiner Deckung 1978 war er Mitglied der Freimaurerloge Mozart.
Albert Massiczek wurde am Pötzleinsdorfer Friedhof (Gruppe G, Nummer 50) in Wien bestattet.

## Veröffentlichungen (Auswahl)
- Wieder Nazi? Wien 1962.
- Lebendiger Sozialismus. Verband Sozialistischer Mittelschüler, Wien 1963.
- Gott oder Tabu? Befreiung des Bewußtseins durch Juden, Christen und Marxisten. Europa Verlag, Wien 1964.
- als Herausgeber: Die österreichische Nation zwischen zwei Nationalismen. Europa Verlag, Wien 1967.
- als Herausgeber: Zeit an der Wand: Österreichs Vergangenheit 1848–1965 in den wichtigsten Anschlägen und Plakaten. Europa Verlag, Wien 1967.
- Der menschliche Mensch. Karl Marx’ jüdischer Humanismus. Europa Verlag, Wien 1968.
- als Herausgeber: Antisemitismus. Die permanente Herausforderung. Europa Verlag, Wien 1968.
- als Herausgeber: Künstler aus dem Schubert-Kreis. Bibliothek der Akademie der Bildenden Künste Wien, Wien 1978.
- Ich war Nazi. Faszination – Ernüchterung – Bruch. Ein Erlebnisbericht: Erster Teil (1916–1938). Junius Verlag, Wien 1988, ISBN 3-900370-89-3.
- Ich habe nur meine Pflicht erfüllt. Von der SS in den Widerstand. Ein Erlebnisbericht: Zweiter Teil. Junius Verlag, Wien 1989, ISBN 3-900370-87-7.
- Tod, Angst, Geld, Kind, Kosmos, Merkzeichen einer Selbstgeburt. Institut für Sozio-Semiotische Studien, Wien 1999.